# Вананд (Армавирская область)
Вананд (арм. Վանանդ) — село в Армавирской области Армении. Основано в 1984 году.

## География
Село расположено в юго-западной части марза, при автодороге , на расстоянии 24 километров к юго-западу от города Армавир, административного центра области. Абсолютная высота — 1025 метров над уровнем моря.
Климат
Климат характеризуется как семиаридный (BSk в классификации климатов Кёппена). Среднегодовая температура воздуха составляет 10,7 °C. Средняя температура самого холодного месяца (января) составляет −4,5 °С, самого жаркого месяца (июля) — 24 °С. Расчётная многолетняя норма атмосферных осадков — 325 мм. Наибольшее количество осадков выпадает в мае (55 мм).

## Население
| Год переписи | Население          | Население          | Население          | Население            | Население            | Население            |
| Год переписи | Наличное население | Наличное население | Наличное население | Постоянное население | Постоянное население | Постоянное население |
| Год переписи | Всего              | Мужчины            | Женщины            | Всего                | Мужчины              | Женщины              |
| ------------ | ------------------ | ------------------ | ------------------ | -------------------- | -------------------- | -------------------- |
| 2001         | 823                | 423                | 400                | 845                  | 432                  | 413                  |
| 2011         | 879                | 451                | 428                | 1036                 | 552                  | 484                  |